# Projet Pluto

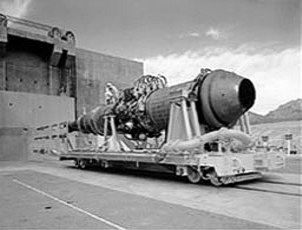
Prototype du "Tory-IIC".

Le projet Pluto est une étude quant à la viabilité d'appliquer la chaleur des réacteurs nucléaires aux statoréacteurs, avec l'intention de créer un nouveau type de missile SLAM (Supersonic Low-Altitude Missile, missile supersonique de basse altitude). Il fut entamé le 1er janvier 1957 lorsque la Force Aérienne des États-Unis (USAF) et la Commission d'Énergie Atomique des États-Unis, ont confié le projet au précurseur de l'actuel Lawrence Livermore National Laboratory (LLNL), le Lawrence Radiation Laboratory.
Ces recherches ont été déplacées depuis les installations de l'institut Livermore en Californie, à de nouvelles installations qui occupaient une surface totale de 21 km² situées à Jackass Flats, dans la zone d'essais du Nevada (NTS), lieu connu sous le nom d'Area 401.
Le complexe consistait en 10 km de routes, un bâtiment d'assemblage critique, un bâtiment de contrôle, des bâtiments de construction et ateliers. Il fut aussi bâti une installation qui pouvait héberger 450 tonnes d'air pressurisé pour simuler les conditions de vol du ramjet du projet Pluto, dont le coût fut de 2,1 millions de dollars américains (
19 millions actuels).
Le projet a été dirigé par le Dr Ted Merkle, directeur de la division-R du laboratoire Livermore.
Le principe sous-jacent au statoréacteur était relativement simple : on introduit un courant d'air à haute vitesse à l'intérieur du réacteur, le réacteur nucléaire chauffe l'air en le dilatant à haute pression à l'intérieur, de telle sorte qu'il soit expulsé en produisant une poussée du réacteur.